# Alessandro D’Addario
Alessandro D'Addario (ur. 9 września 1997 w San Marino) – sanmaryński piłkarz występujący na pozycji obrońcy w SP Tre Penne oraz w reprezentacji San Marino.

## Kariera klubowa
D'Addario szkolił się w Rimini FC oraz San Marino Calcio. W 2015 roku przeszedł do US Pianese, w barwach którego w przeciągu dwóch lat rozegrał 47 meczów w Serie D. W czerwcu 2017 roku podpisał roczny kontrakt z Rimini FC, gdzie rozegrał 10 spotkań. Na początku 2018 roku opuścił klub i został graczem SP La Fiorita, z którą zdobył w sezonie 2017/18 mistrzostwo i Puchar San Marino. Latem 2018 roku przeszedł do San Marino Calcio.

## Kariera reprezentacyjna
Grał w młodzieżowych reprezentacjach San Marino (U-17, U-19, U-21). 22 lutego 2017 zadebiutował w seniorskiej reprezentacji w przegranym 0:2 towarzyskim spotkaniu z Andorą.

## Statystyki ligowe
| Sezon         | Klub              | Liga                   | Mecze | Gole |
| ------------- | ----------------- | ---------------------- | ----- | ---- |
| 2015/2016     | US Pianese        | Serie D                | 24    | 0    |
| 2016/2017     | US Pianese        | Serie D                | 23    | 1    |
| 2017/2018 (j) | Rimini FC         | Serie D                | 10    | 0    |
| 2017/2018 (w) | SP La Fiorita     | Campionato Sammarinese | 3     | 0    |
| 2018/2019     | San Marino Calcio | Serie D                | 9     | 0    |
| 2019/2020     | SP Tre Fiori      | Campionato Sammarinese | 13    | 2    |

## Sukcesy
SP La Fiorita
- mistrzostwo San Marino: 2017/18
- Puchar San Marino: 2017/18

SP Tre Fiori
- mistrzostwo San Marino: 2019/20
- Superpuchar San Marino: 2019